# Seznam světového dědictví v Afghánistánu
Památky světového dědictví Organizace spojených národů pro výchovu, vědu a kulturu (UNESCO) jsou důležité kulturní nebo přírodní památky, tak jak je popsáno v Úmluvě o světovém dědictví UNESCO, schválené v roce 1972. Afghánistán přijal úmluvu 20. března 1979, díky čemuž jsou jeho památky způsobilé k zařazení na seznam.
V Afghánistánu jsou dvě památky světového dědictví a další čtyři na předběžném seznamu. Prvním uvedeným místem je Minaret a archeologické naleziště Džám, který byl na seznam přidán v roce 2002. Druhým místem je Kulturní krajina a archeologické naleziště Bámjánského údolí, která byla na seznam přidána v roce 2003. Obě místa patří do kulturního dědictví a ihned po zápisu byla zařazena na Seznam světového dědictví v ohrožení.

## Památky světového dědictví
UNESCO přidává na seznam lokality podle deseti kritérií; každá lokalita musí splňovat alespoň jedno z kritérií. Kritéria i až vi jsou kulturního a vii až x přírodního rázu.
| Památka                                                         | Obrázek | Lokalita (provincie) | Rok přidání na seznam | Údaje UNESCO                          | Popis |
| --------------------------------------------------------------- | ------- | -------------------- | --------------------- | ------------------------------------- | --- |
| Minaret a archeologické naleziště Džám †                        |         | Ghór                 | 2002                  | 211rev; ii, iii, iv (kulturní)        | Minaret byl dokončen v roce 1194 za sultána Ghijátha ál-Dina Muhammada z Ghuridské dynastie. Nachází se v odlehlé oblasti v hlubokém říčním údolí. Pravděpodobně je to jediná budova, která zbyla z ghuridského letního hlavního města Fírózkóhu. Je 65 m vysoký a skládá se ze čtyř válců umístěných na sobě. Je pokryt geometrickými vzory a kúfskými nápisy na tyrkysových dlaždicích. Architektura minaretu byla v regionu vlivná, slou6il jako inspirace pro Kutub Minár v Dillí v Indii. V oblasti byly nalezeny pozůstatky ghuridského osídlení z 12. a 13. století. Lokalita byla zařazena na seznam světového dědictví v ohrožení ihned po zápisu v roce 2002.                                     |
| Kulturní krajina a archeologické pozůstatky Bámjánského údolí † |         | Bámján               | 2003                  | 208rev; i, ii, iii, iv, vi (kulturní) | Bámjánské údolí, které se nachází na jedné z větví Hedvábné stezky, bylo mezi 1. a 13. stoletím kvetoucím buddhistickým centrem a významným poutním místem. V oblasti je několik buddhistických památek, včetně soch a vyřezávaných jeskyní. Výměna indických, helénistických, římských a sásánovských vlivů vyústila ve zvláštní uměleckou směsici, gandhárské umění. Později, během islámského období, bylo postaveno několik opevnění a buddhistická kultura upadala. Dvě kolosální stojící sochy Buddhy (větší na obrázku) byly zničeny Tálibánem v roce 2001, což byl čin, který byl mezinárodně odsouzen. Lokalita byla zařazena na seznam světového dědictví v ohrožení ihned po zápisu v roce 2003. |

## Předběžný seznam
Kromě míst zapsaných na Seznam světového dědictví mohou členské státy vést seznam předběžných míst, která mohou zvážit pro nominaci. Nominace na Seznam světového dědictví jsou přijímány pouze v případě, že lokalita byla dříve uvedena na předběžném seznamu. K roku 2022 Afghánistán uvádí na svém předběžném seznamu čtyři zápisy.
| Památka                        | Obrázek                                                                         | Lokalita (provincie) | Rok přidání na seznam | Údaje UNESCO                | Popis |
| ------------------------------ | ------------------------------------------------------------------------------- | -------------------- | --------------------- | --------------------------- | --- |
| Město Herát                    | A decorated mosque with a park in front                                         | Herát                | 2004                  | i, ii, iii, iv (kulturní)   | Město Herát, hlavní město západního Afghánistánu, bylo založeno kolem roku 500 př. n. l. a bylo důležitým kulturním a obchodním centrem. Ve 12. a 13. století vzkvétalo za Ghuridské dynastie, bylo zničeno Mongoly a ve 14. a 15. století došlo k oživení za Tímúrovské říše. Několik památek z těchto období bylo zachováno, včetně komplexu Musalla s mauzoleem Gawhar Šad, Velká mešita (na obrázku) a svatyně Chwaja Abd Alláh.                                                     |
| Město Balch (starověká Baktra) | A decorated mosque, parts are damaged                                           | Balch                | 2004                  | ii, iv, v (kulturní)        | Balch byl důležitým a bohatým městem starověké oblasti Baktrie. Bylo to kulturní a náboženské centrum zoroastrismu a buddhismu. Už v 7. století zde stálo několik klášterů a stúp. V 10. století to bylo centrum vzdělanosti s citadelou obehnanou hliněnými hradbami. V roce 1220 bylo zničeno Čingischánem a znovu ve 14. století Tamerlánem. Dodnes se dochovaly některé budovy z timúrovského období (na snímku Zelená mešita), stejně jako ruiny z předchozích období.              |
| Band-e Amir                    | A mountain lake                                                                 | Bámján               | 2004                  | vii, viii, ix, x (přírodní) | Band-e Amir je soustava horských jezer. Voda je čistě modré a příroda nenarušená. Oblast je chráněna jako národní park a je oblíbená turisty. |
| Bagh-e Babur                   | A Persianate garden with trees, water channel, and a mountain in the background | Kábul                | 2009                  | iv (kulturní)               | Baburské zahrady, které se nacházejí na svazích nad Kábulem, jsou raným příkladem mughalské zahrady. Zahrady byly vybudovány na počátku 16. století za prvního mughalského císaře Bábura, který je zde také pohřben. Po úpadku Mughalů zahrady až do konce 19. století zarůstaly. Po roce 1880 byly za emíra Abdurrahmána Chána zrenovovány. Další přestavba proběhla na počátku 20. století za krále Nádira Šáha, zahrady byly poté přeměněny na veřejný park podle evropského deisgnu. |